# Première Division (1999/2000)
Sezon 1999/2000 Division 1.

## Tabela końcowa
|    | Klub                | Pkt | M  | Z  | R  | P  | G+ | G- | +/- | Śr. liczba kibiców | Komentarz                                 |
| -- | ------------------- | --- | -- | -- | -- | -- | -- | -- | --- | ------------------ | ----------------------------------------- |
| 1  | AS Monaco           | 65  | 34 | 20 | 5  | 9  | 69 | 38 | +31 |                    | Mistrz Francji Faza grupowa Ligi Mistrzów |
| 2  | Paris Saint-Germain | 58  | 34 | 16 | 10 | 8  | 54 | 40 | +14 |                    | Faza grupowa Ligi Mistrzów                |
| 3  | Olympique Lyon      | 56  | 34 | 16 | 8  | 10 | 45 | 42 | +3  |                    | Liga Mistrzów 3. runda kwalifikacyjna     |
| 4  | Girondins Bordeaux  | 54  | 34 | 15 | 9  | 10 | 52 | 40 | +12 |                    | Puchar UEFA                               |
| 5  | RC Lens             | 49  | 34 | 14 | 7  | 13 | 42 | 41 | +1  |                    |                                           |
| 6  | AS Saint-Étienne    | 48  | 34 | 13 | 9  | 12 | 46 | 47 | -1  |                    |                                           |
| 7  | CS Sedan            | 48  | 34 | 13 | 9  | 12 | 43 | 44 | -1  |                    |                                           |
| 8  | AJ Auxerre          | 47  | 34 | 13 | 8  | 13 | 37 | 39 | -2  |                    | Puchar Intertoto                          |
| 9  | RC Strasbourg       | 46  | 34 | 13 | 7  | 14 | 42 | 52 | -10 |                    |                                           |
| 10 | SC Bastia           | 45  | 34 | 11 | 12 | 11 | 43 | 39 | +4  |                    |                                           |
| 11 | FC Metz             | 44  | 34 | 9  | 17 | 8  | 38 | 33 | +5  |                    |                                           |
| 12 | FC Nantes           | 43  | 34 | 12 | 7  | 15 | 39 | 40 | -1  |                    | Puchar UEFA (zwycięzca Coupe de France)   |
| 13 | Stade Rennais       | 43  | 34 | 12 | 7  | 15 | 44 | 48 | -4  |                    |                                           |
| 14 | Troyes AC           | 43  | 34 | 13 | 4  | 17 | 36 | 52 | -16 |                    |                                           |
| 15 | Olympique Marsylia  | 42  | 34 | 9  | 15 | 10 | 45 | 45 | 0   |                    |                                           |
| 16 | AS Nancy            | 42  | 34 | 11 | 9  | 14 | 43 | 45 | -2  |                    | Spadek do Division 2                      |
| 17 | Le Havre AC         | 34  | 34 | 9  | 7  | 18 | 30 | 52 | -22 |                    | Spadek do Division 2                      |
| 18 | Montpellier HSC     | 31  | 34 | 7  | 10 | 17 | 39 | 50 | -11 |                    | Spadek do Division 2                      |

## Awans do Division 1
- Lille OSC
- EA Guingamp
- Toulouse FC

## Najlepsi strzelcy
| Miejsce | Piłkarz                   | Narodowość                              | Klub                                    | Gole |
| ------- | ------------------------- | --------------------------------------- | --------------------------------------- | ---- |
| 1       | Sonny Anderson            | Brazylia                                | Olympique Lyon                          | 23   |
| 2       | David Trezeguet           | Francja                                 | AS Monaco                               | 22   |
| 3       | Marco Simone              | Włochy                                  | AS Monaco                               | 21   |
| 4       | Christian Corrêa Dionisio | Brazylia                                | Paris Saint Germain                     | 16   |
| 4       | Shabani Nonda             | Demokratyczna Republika Konga · Burundi | Stade Rennais                           | 16   |
| 6       | Tony Cascarino            | Irlandia                                | AS Nancy                                | 15   |
| 6       | Alex                      | Brazylia                                | AS Saint-Étienne                        | 15   |
| 8       | Stéphane Guivarc’h        | Francja                                 | AJ Auxerre                              | 14   |
| 8       | Lilian Laslandes          | Francja                                 | Girondins Bordeaux                      | 14   |
| 10      | Sylvain Wiltord           | Francja                                 | Girondins Bordeaux                      | 13   |
| 10      | Antoine Sibierski         | Francja                                 | FC Nantes                               | 13   |
| 12      | Frédéric Née              | Francja                                 | SC Bastia                               | 11   |
| 13      | Sladjan Djukic            | Serbia                                  | Troyes AC                               | 10   |
| 14      | Steve Marlet              | Francja                                 | AJ Auxerre                              | 9    |
| 14      | Cyrille Pouget            | Francja                                 | Le Havre AC (4), Olympique Marsylia (5) | 9    |
| 14      | Laurent Robert            | Francja                                 | Paris Saint-Germain                     | 9    |
| 14      | Olivier Echouafni         | Francja                                 | RC Strasbourg                           | 9    |